# Distretto di Limbaži
Il distretto di Limbaži (in lettone Limbažu Rajons) è stato uno dei 26 distretti della Lettonia. In base alla nuova suddivisione amministrativa è stato abolito a partire dal 1º luglio 2009